# گرمسیر (فارس)
گرمسیر فارس یا گرمسیرات سرزمین فارس  قسمتی از سرزمین پارس است که از به سمت جنوب تا کرانه‌های خلیج فارس را در بر می‌گیرد. در متون جغرافیایی قدیم، فارس بر اساس محیط جغرافیایی و اوضاع آب‌وهوایی به دو منطقه گرمسیر یا جروم و سردسیر یا صرود (سرحد) تقسیم شده‌است.
بنیان اقتصادی مناطق گرمسیر بر بازرگانی و مناطق سردسیر بر کشاورزی استوار بوده‌است. در واقع آبادی‌های گرمسیرات فارس، نقش ارتباطی بین بنادر و جزایر خلیج فارس و مرکز ایالت را ایفا می‌کردند. طی قرن هفتم هجری، براثر تغییرات سیاسی و نظامی برآیند حمله مغولان، و رونق گرفتن تجارت دریایی، شهرهای خنج و لار و فال در ناحیه گرمسیرات فارس، از موقعیت مناسبی برخوردار شدند و در مسیر کاروان‌های تجاری به سمت هرمز و کیش قرار گرفتند.

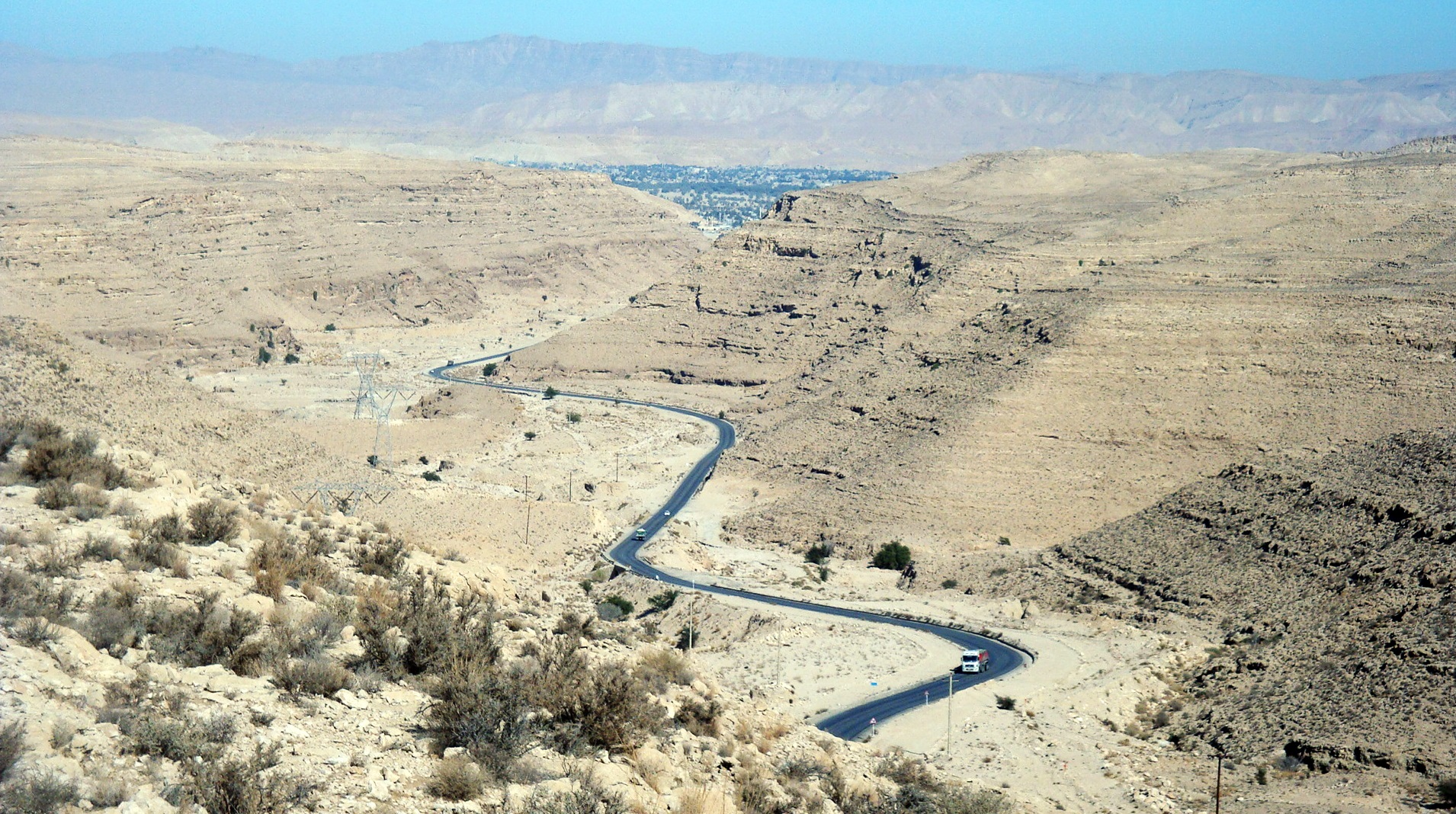
جاده لار-بستک در گرمسیرات فارس

## ساکنان
قدیمی ترین آثار تمدنی در این ناحیه مربوط به تمدن جیرفت می‌شود و بعد‌ها از «اِرا» یا «ایرا» یا «ایراه» به عنوان نام مردمان ساکن این منطقه یاد شده است. امروزه اکثریت مردمان این ناحیه لارستانی یا اچمی هستند و به زبان اچمی صحبت‌ می‌کنند البته جمعیت قابل توجه از مردمان دشتی و سایر مردمان عرب، هندواروپایی و... نیز بومی این منطقه هستند که زبان های گرمسیری (شامل اچمی)، دشتی، عربی و... صحبت می‌کنند. زبان فارسی معیار نیز در بین مردمان این ناحیه رایج است. از معروف ترین حکومت های برآمده از این ناحیه میتوان ملوک هرمز را نام برد که اکنون بخشی از آن به مالکیت کشورهای عربی خلیج فارس درآمده است.

## معنی واژه ایراهستان
ایراهستان = ایراه + (پسوند مکان) ستان.
ایراه: بر پایه آنچه فرهنگ‌نامه‌ها نوشته‌اند، به‌معنی «پَست، پایین، زیر، ساحل و کنار دریا» و «هر ساحل را به‌فارسی ایراه گویند». و «ایراهستان (اراهستان، ابراهستان)» را هم «به‌معنی ساحل و ناحیه‌ای‌ست مجاور خلیج‌فارس در ایالت فارس…».
«یاقوت‌حموی‌بغدادی» در نیمه نخست سده‌ی هفتم ه/۱۳م و «اعتمادالسلطنه» در روزگار قاجار (سده ۱۹ م) نوشته‌اند: حمزه (اصفهانی) گوید: ایرانیان کناره و سواحل دریا را «ایراه» گویند. و از این روست که لبه‌های خوره اردشیرخُرَه از سرزمین فارس را «ایراهستان» نامند. زیرا که نزدیک به ‌دریاست. و مردم آنجا را هم «ایراهیه» خوانند. عرب ایراه را معرب نموده، یک «قاف» به‌پایان آن افزده «عراق» گفته‌اند.
ایراه= اراک
«محمدعلی ‌شوشتری» در «فرهنگ واژه‌های فارسی در زبان عربی» نگاشته: ایراه (اراک) سرزمین هموار در کناره دریاست. پرفسور «هرتسفلد آلمانی» شکل فارسی واژه را «اراک» و به‌معنی زمین هموار می‌داند. آنچه نظر او را تأیید می‌کند آنست که هنوز (سال ۱۳۴۷ که کتاب منتشر شده است!) بخشی از ساحل فارس را که در شهرستان اردشیرخوره است «ایراهستان» گویند. به‌معنی جلگه ‌ساحلی.
در کتاب کارنامهٔ اردشیر بابکان که به زبان پارسی میانه نوشته شده، در بخش شرح جنگ دوم اردشیر و هفتواد نام ایراهستان ذکر شده‌است:
سپاه بدرگاه خواست و خویشتن با لشکری بسیار به کارزار کرمان شتافت؛ و چون به دژ نزدیک شد سپاه کرمان همگی درون دژ نشسته و اردشیر پیرامون دژ فرا گرفت. هفتان‌بخت را هفت پسر بود؛ که هر یکی را با هزار مرد به شهری گمارده بود و در این هنگام یکی از ایشان که به ایراهستان بود با سپاهی انبوه از تازیان و عمانیان از دریا گذشته به کرمان آمد و با اردشیر به جنگ ایستاد.»— کارنامه اردشیر بابکان

## مکانهای تاریخی

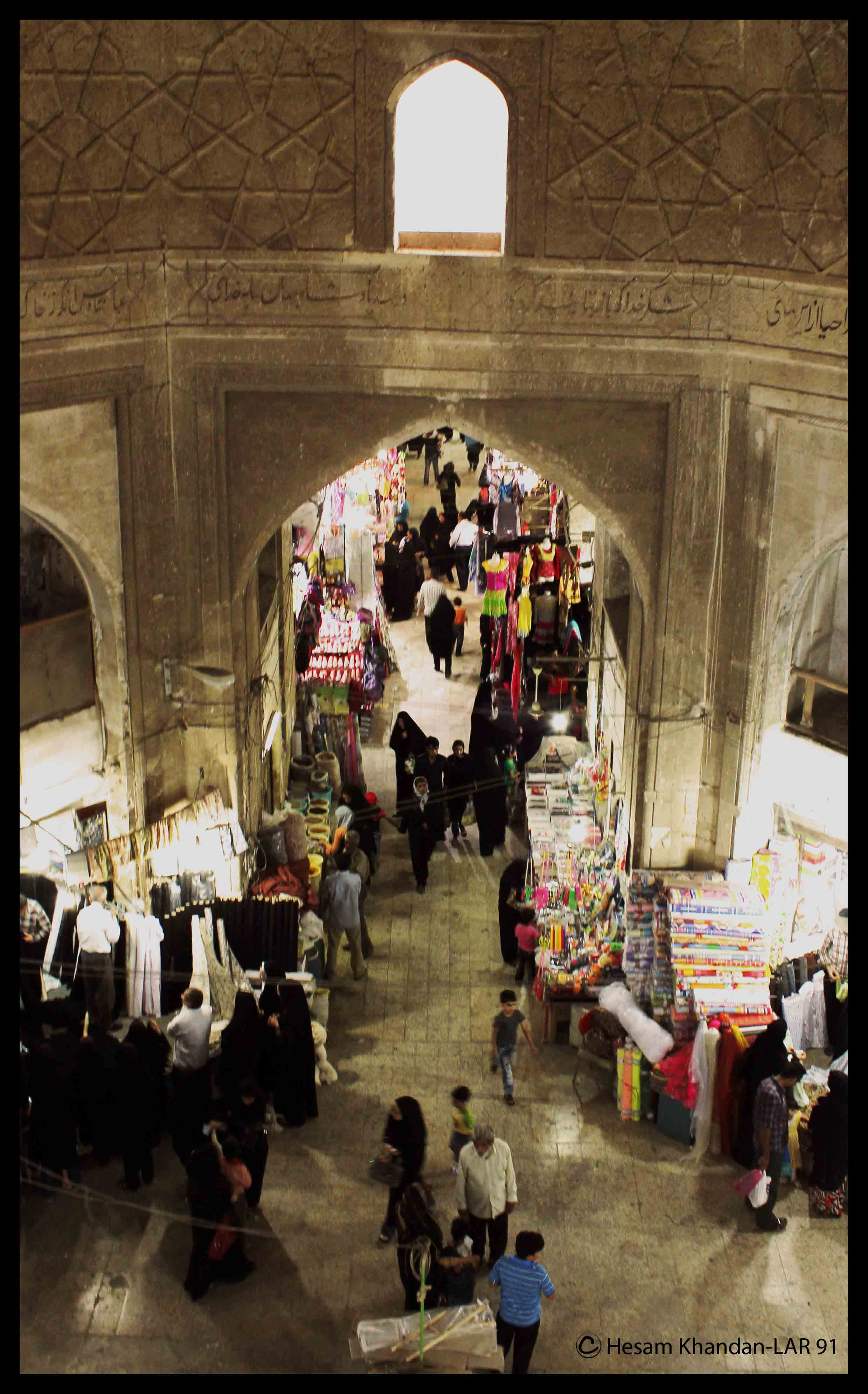
بازار قیصریه لار
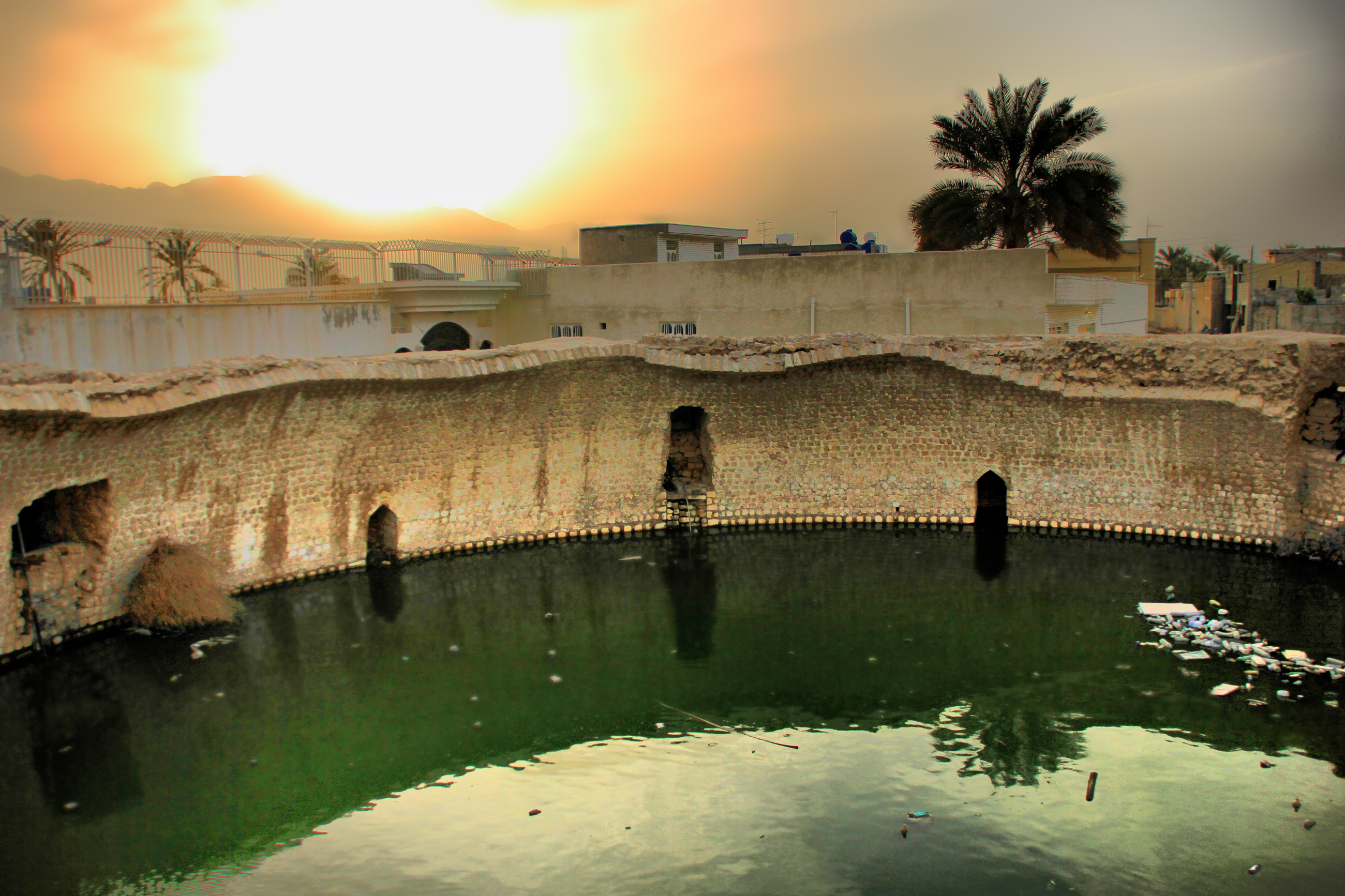
برکه کل بزرگترین برکه (آب‌انبار) ایران در گراش
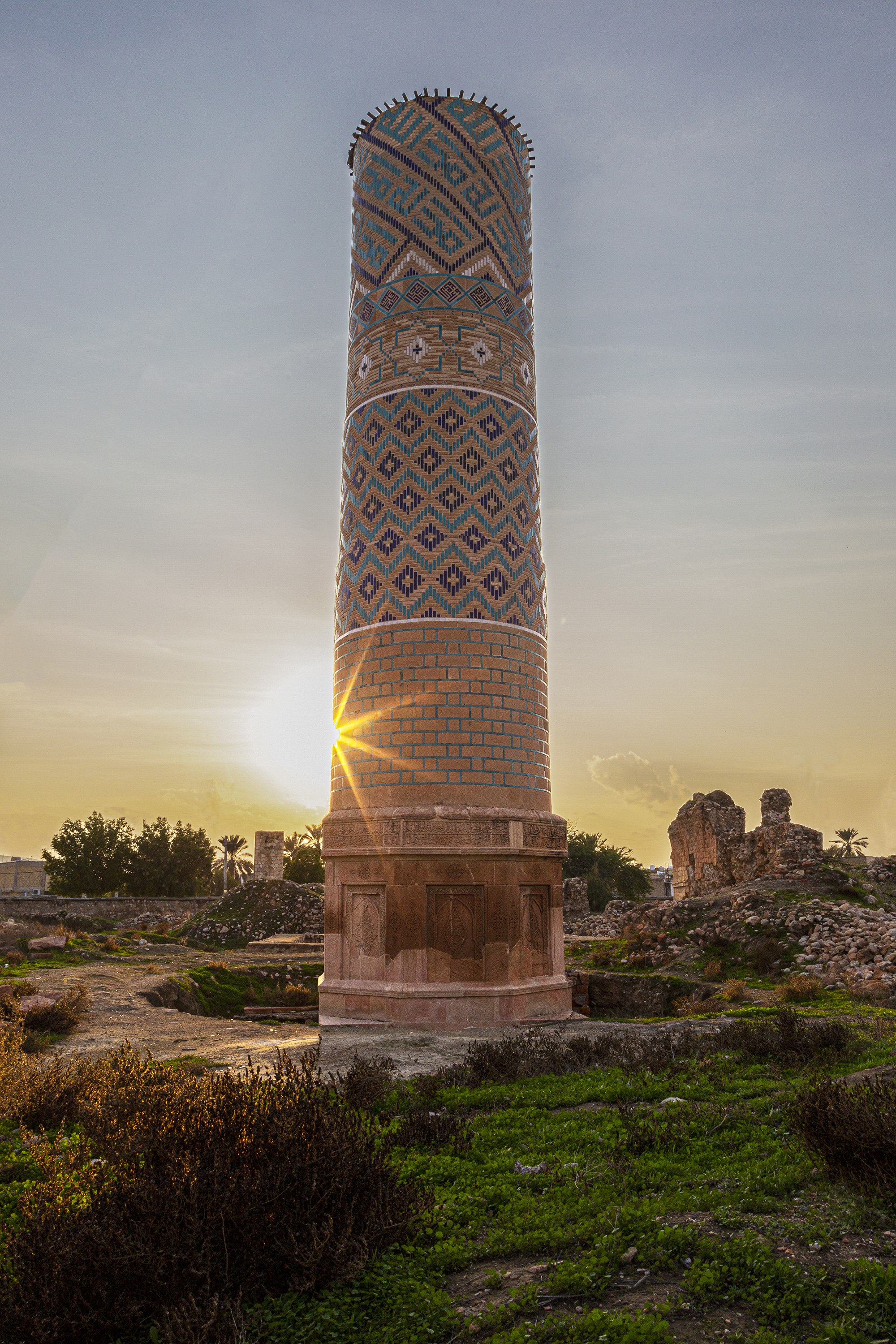
مناره شیخ دانیال خنجی در خنج
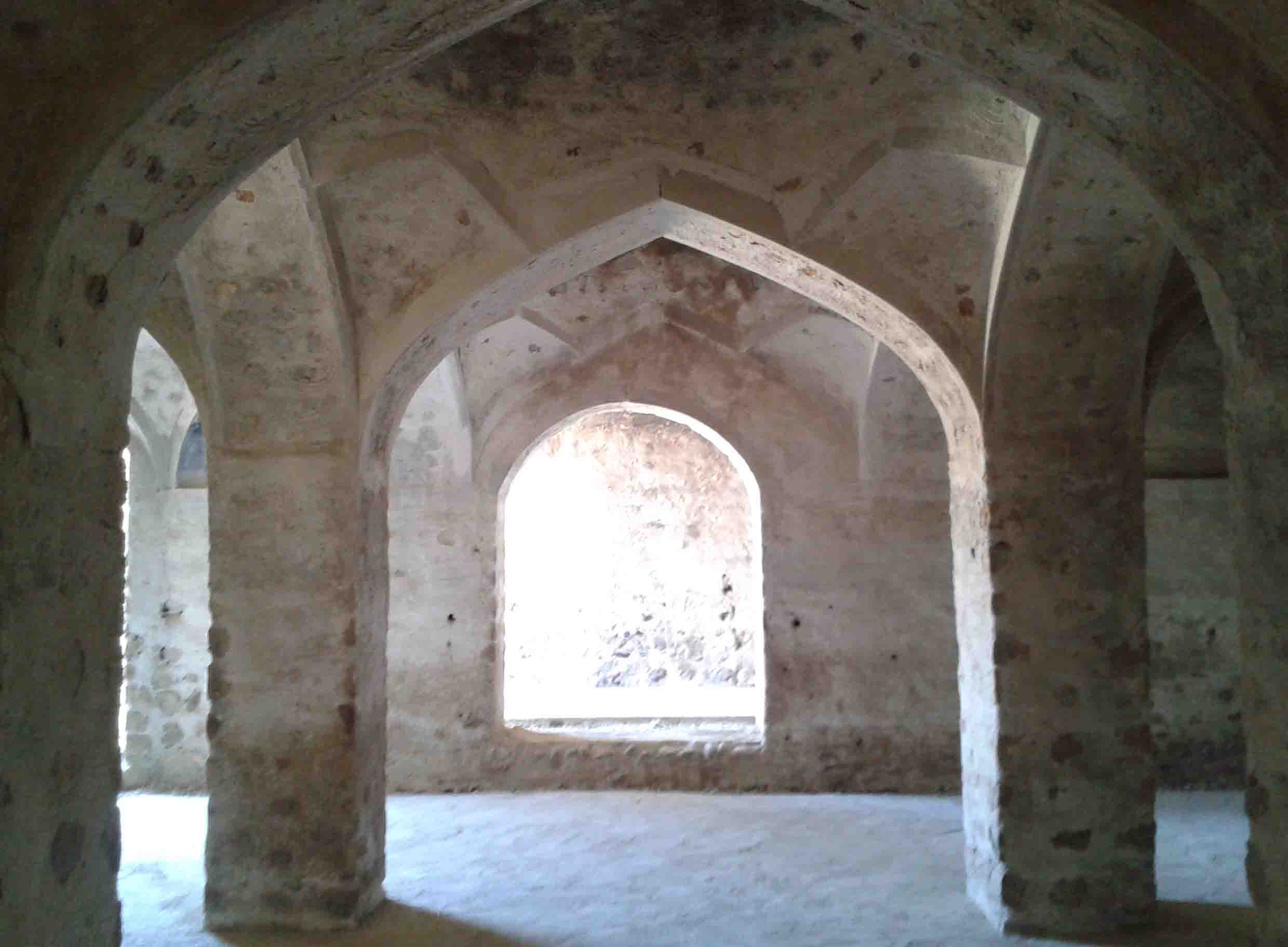
کاروانسرا خواجه ابوالحسن جویم
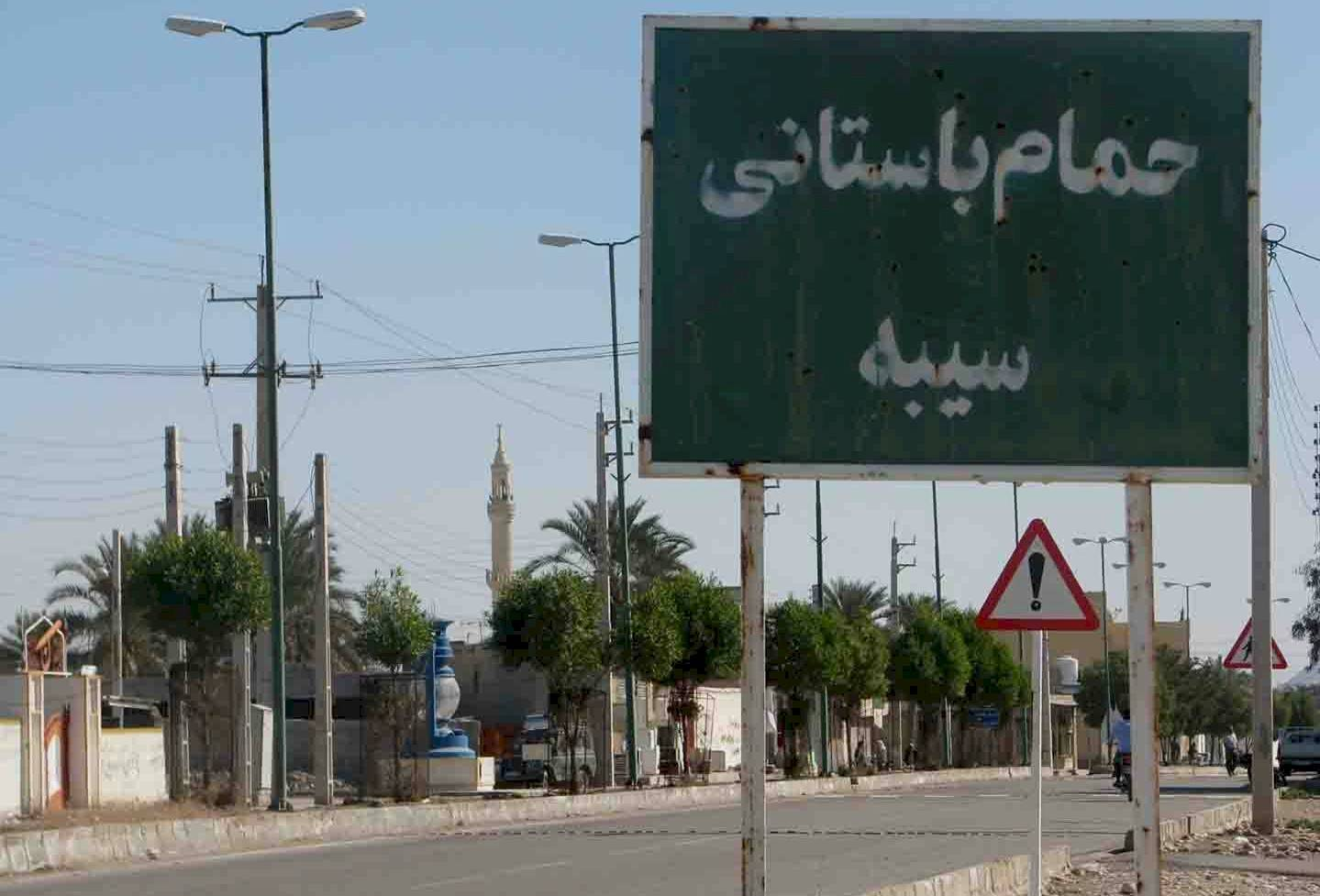
حمام سیبا ۱
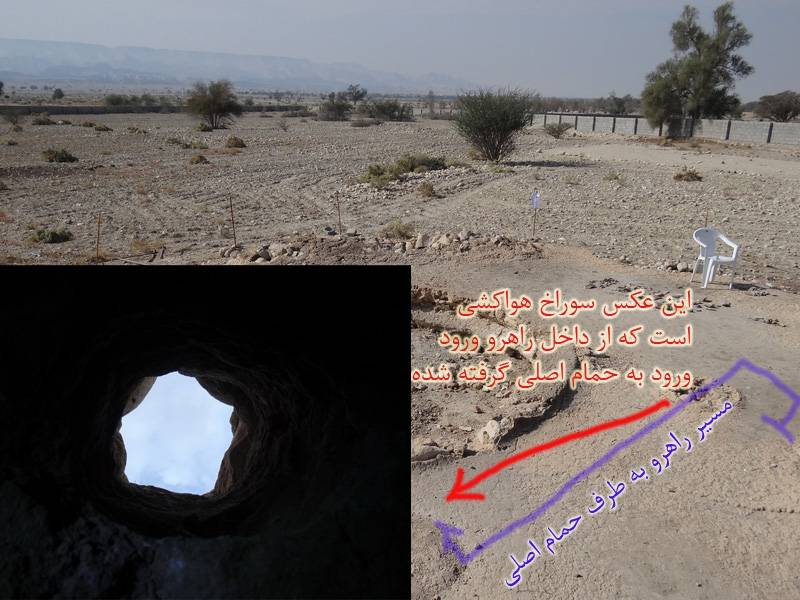
حمام سیبا ۲
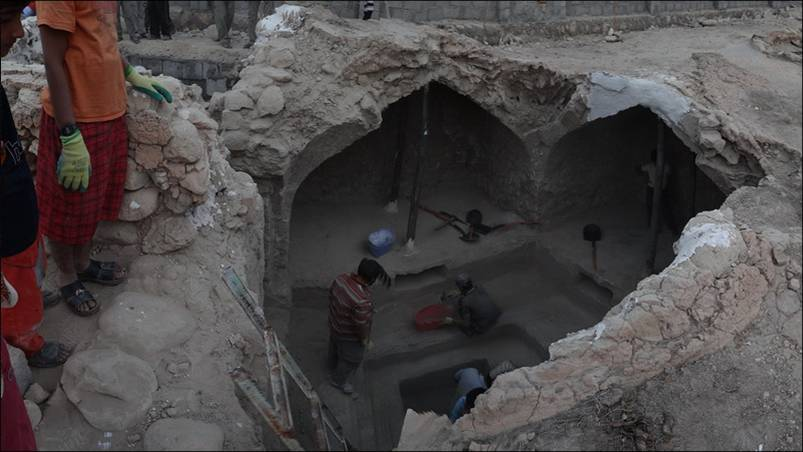
حمام سیبا ۳
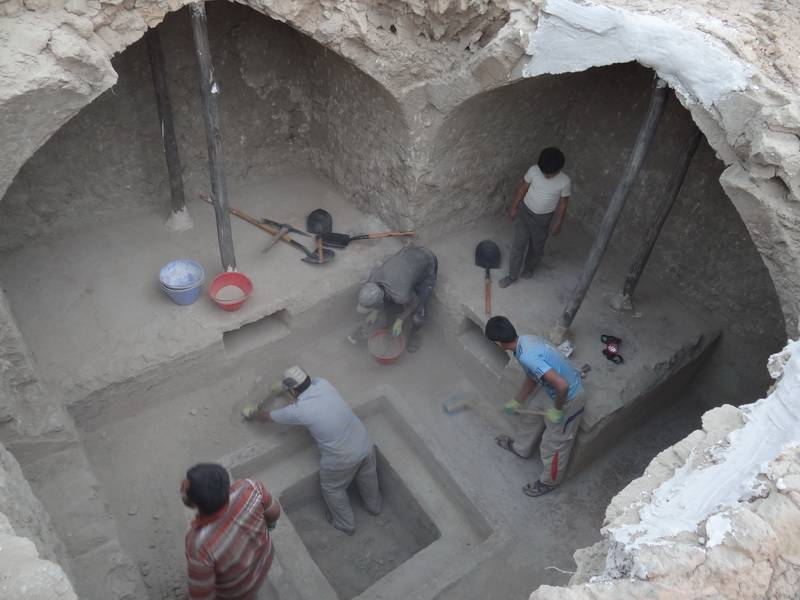
حمام سیبا ۴
دوگنبدان کوخرد
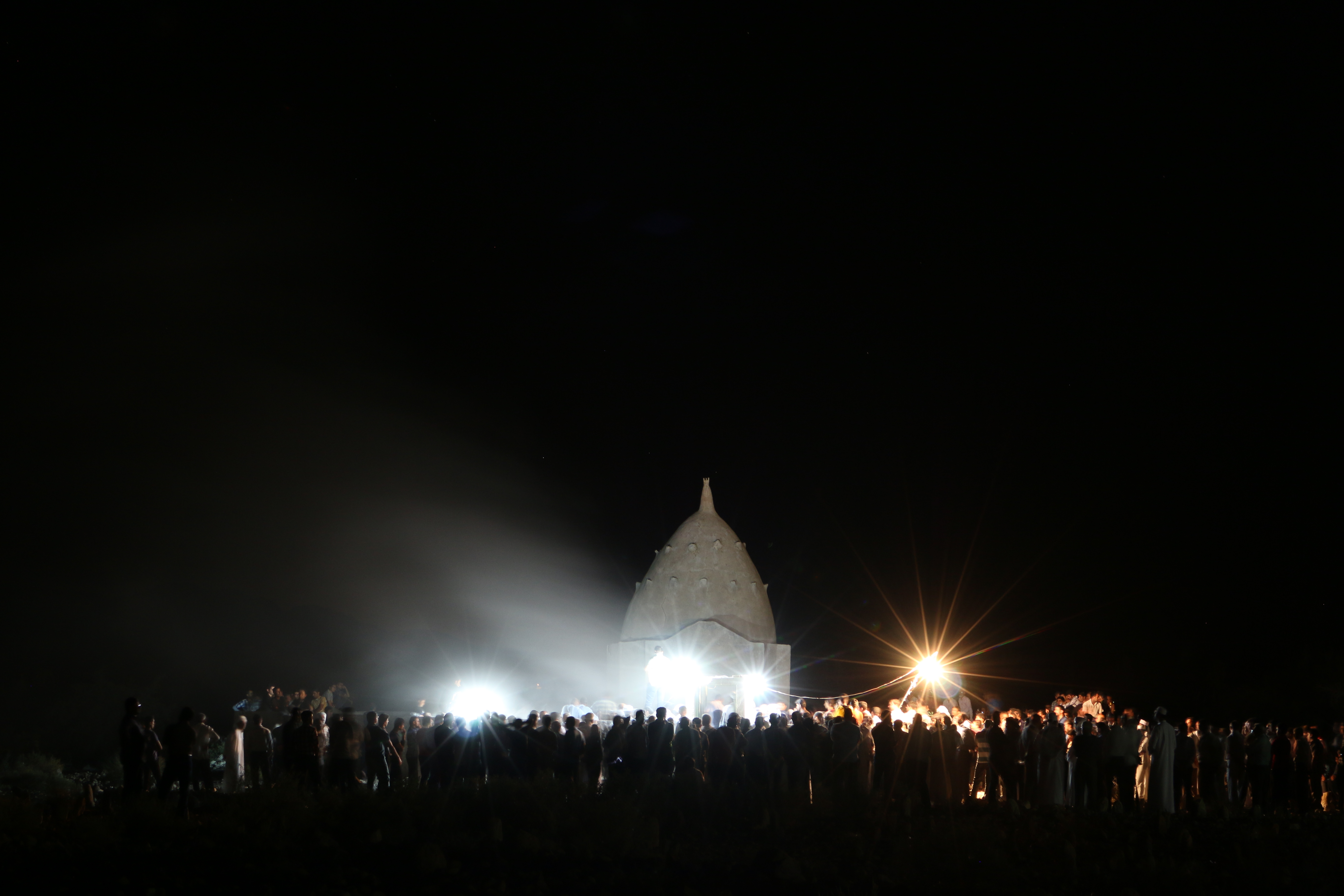
آرامگاه سید مظفر کوخرد
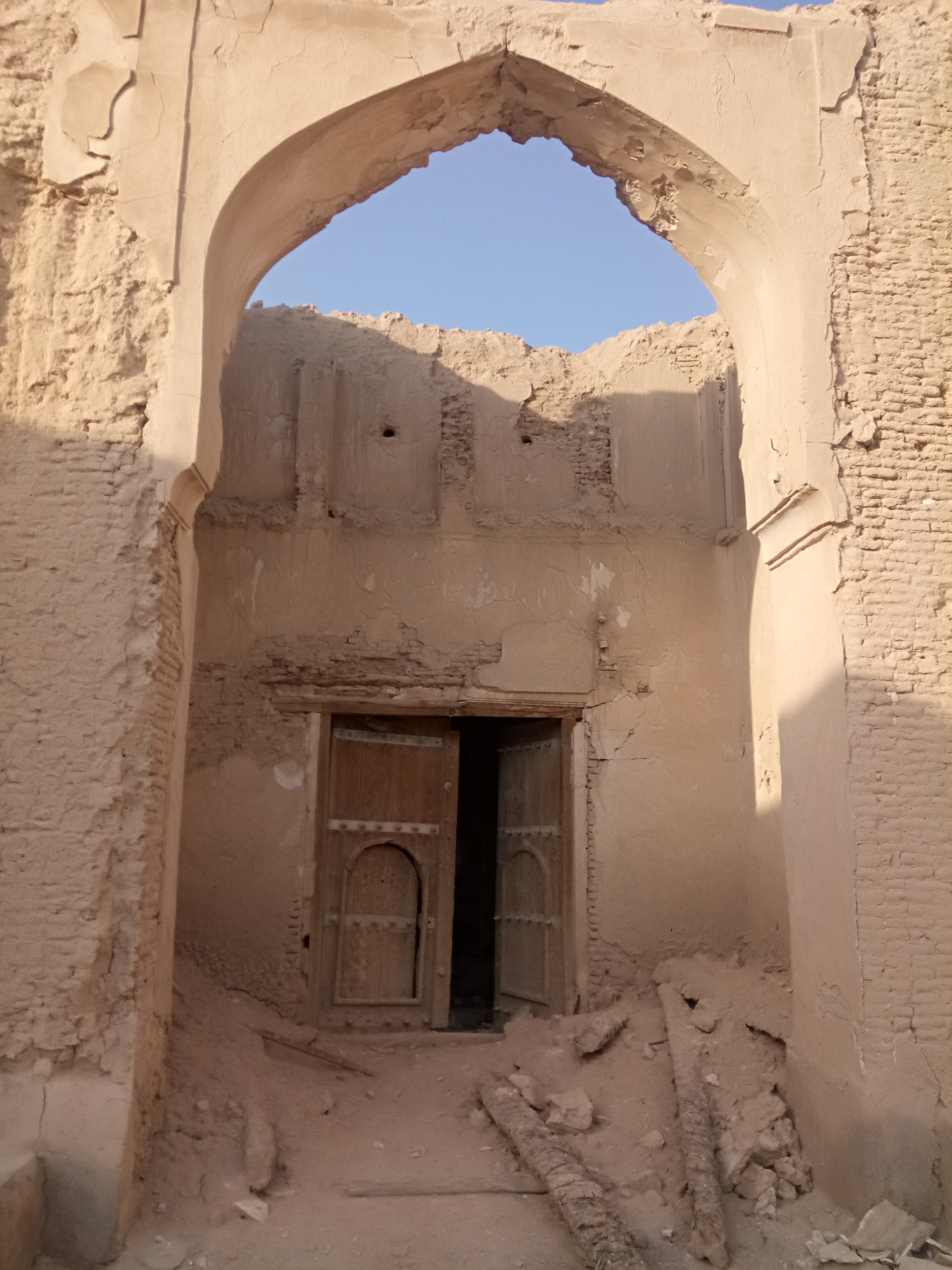
قلعه خان بستک
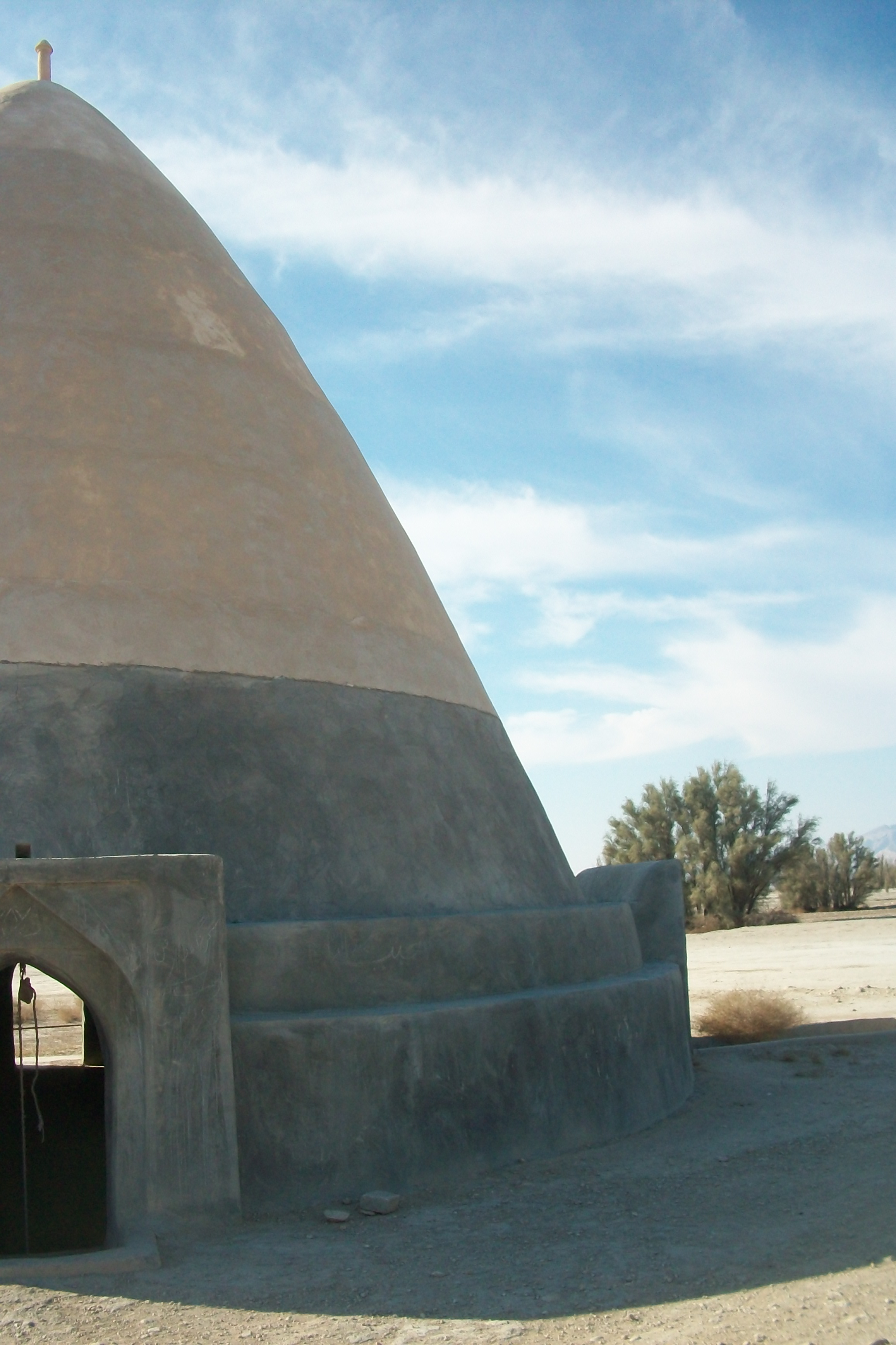
آب انبار‌های بستک
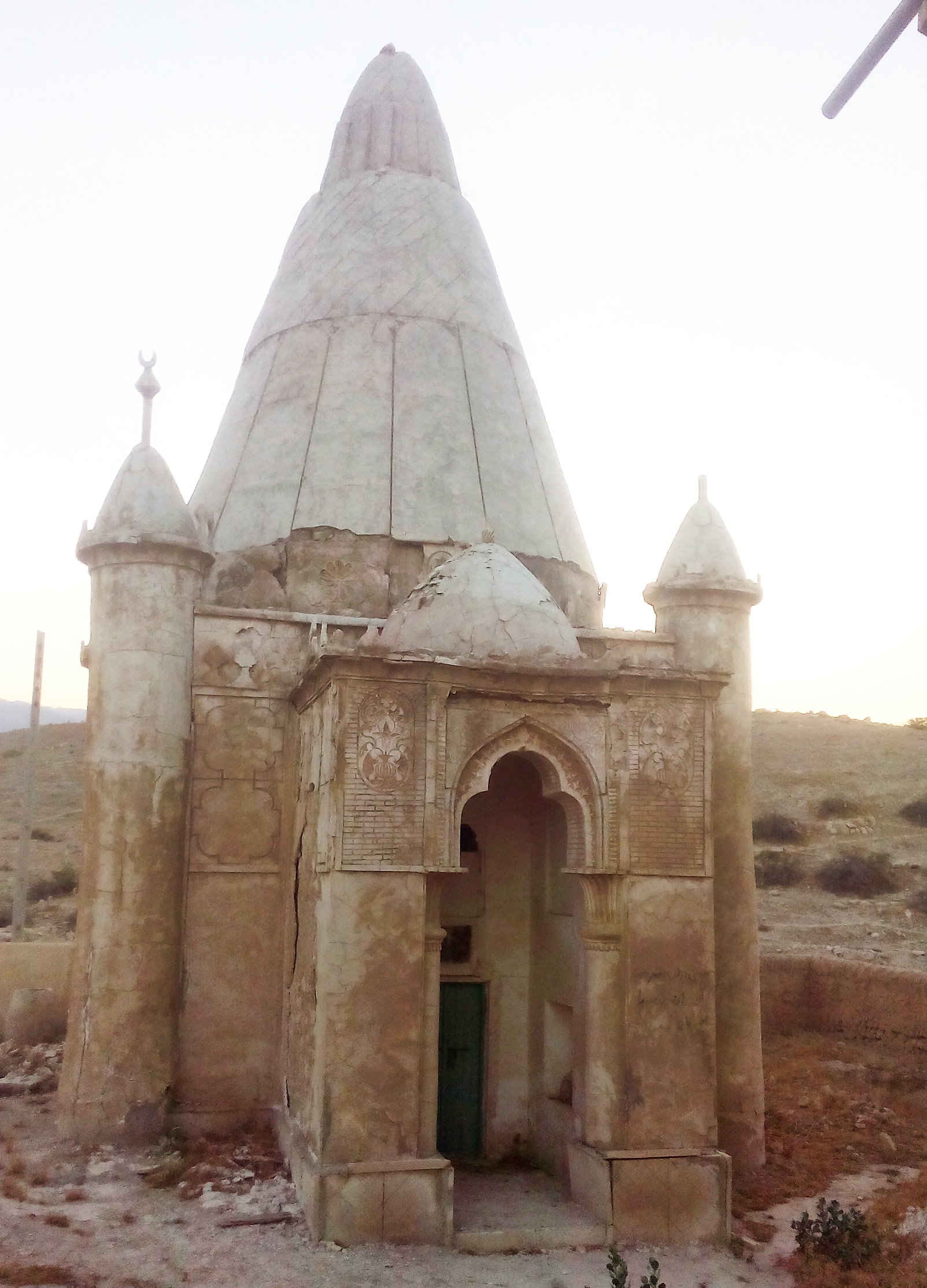
آرامگاه شیخ عبدالقادر بستکی
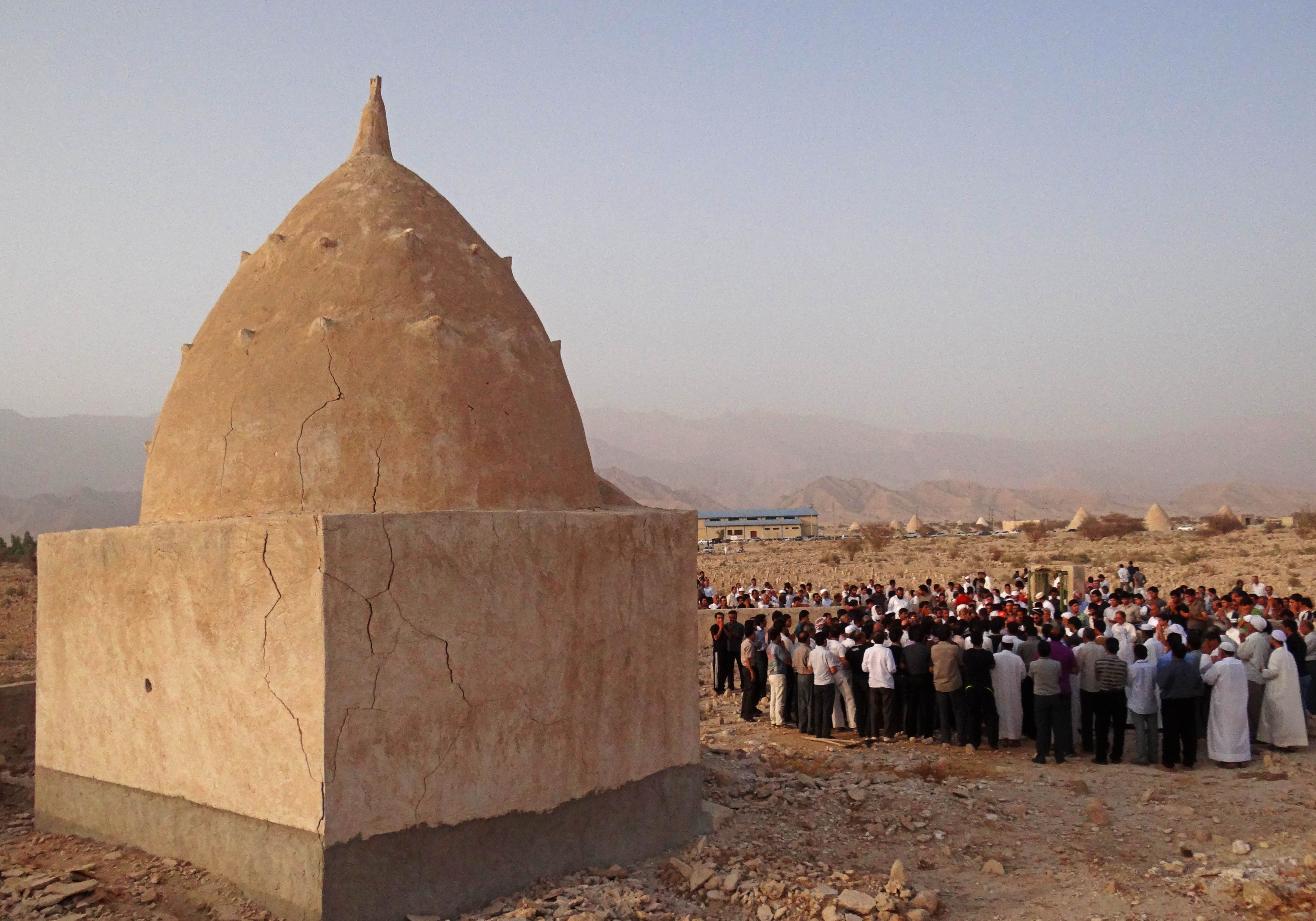
آرامگاه سید مظفر کوخردی
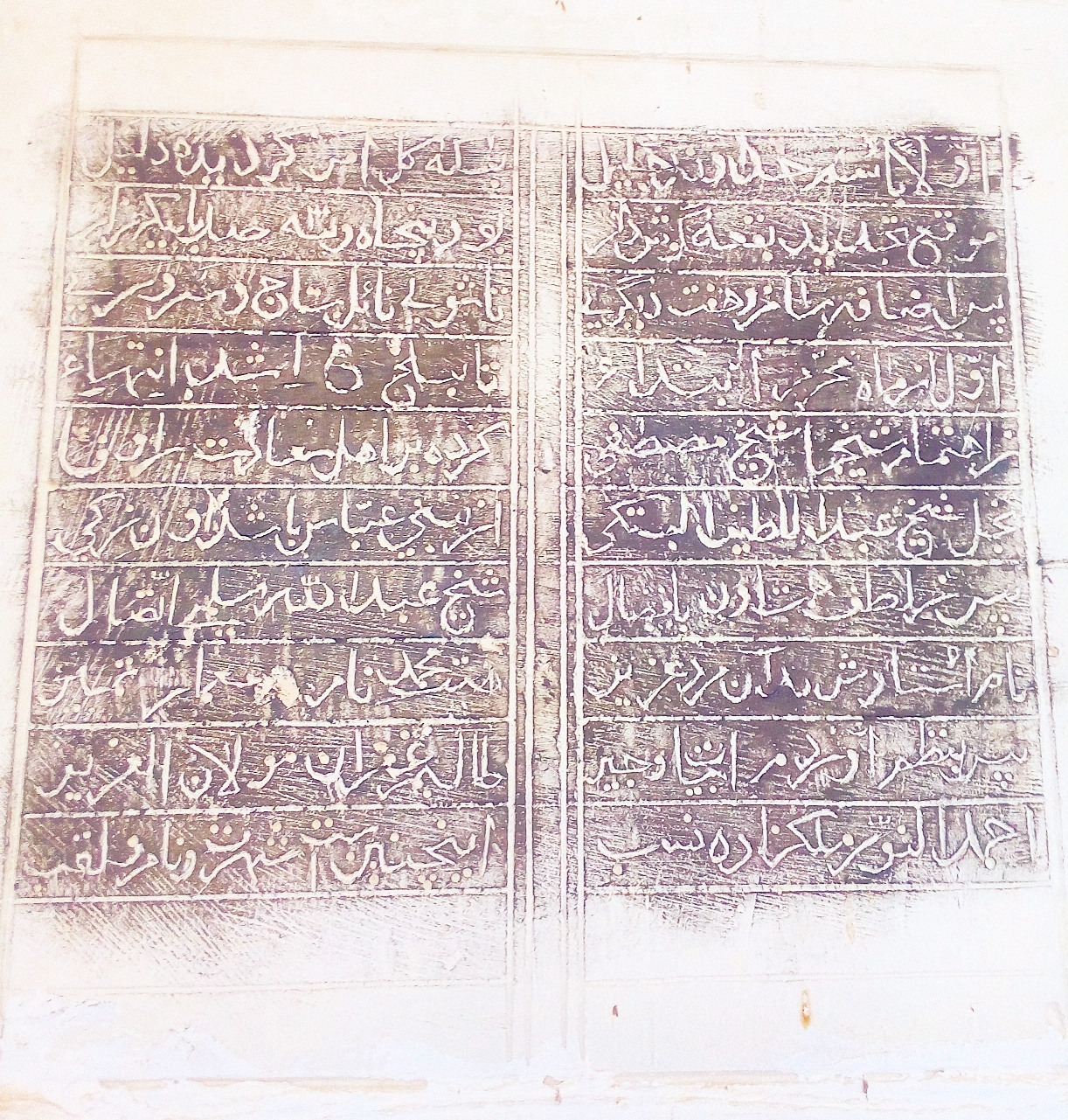
کتیبه ای در آرامگاه شیخ عبدالقادر بستکی
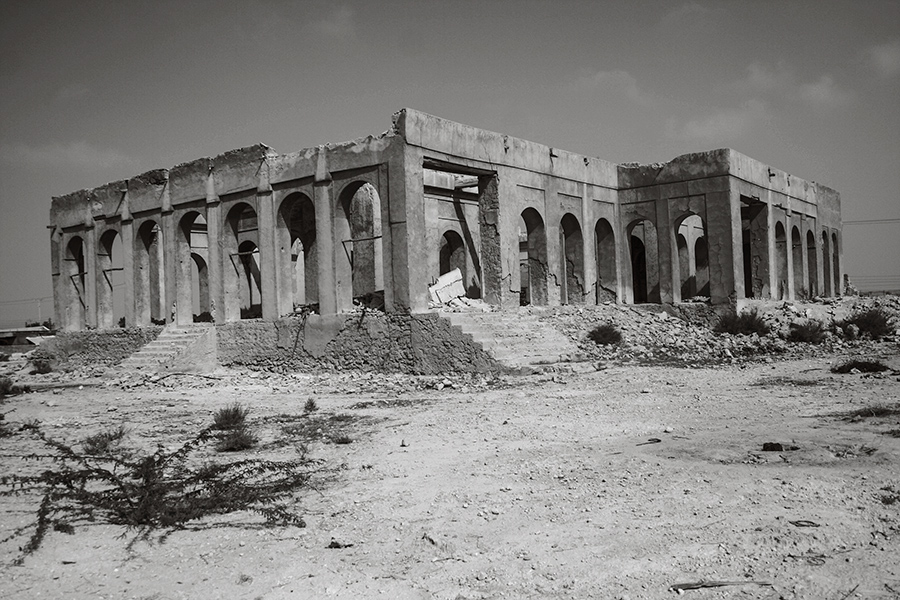
بنگله بستکی بندر لنگه
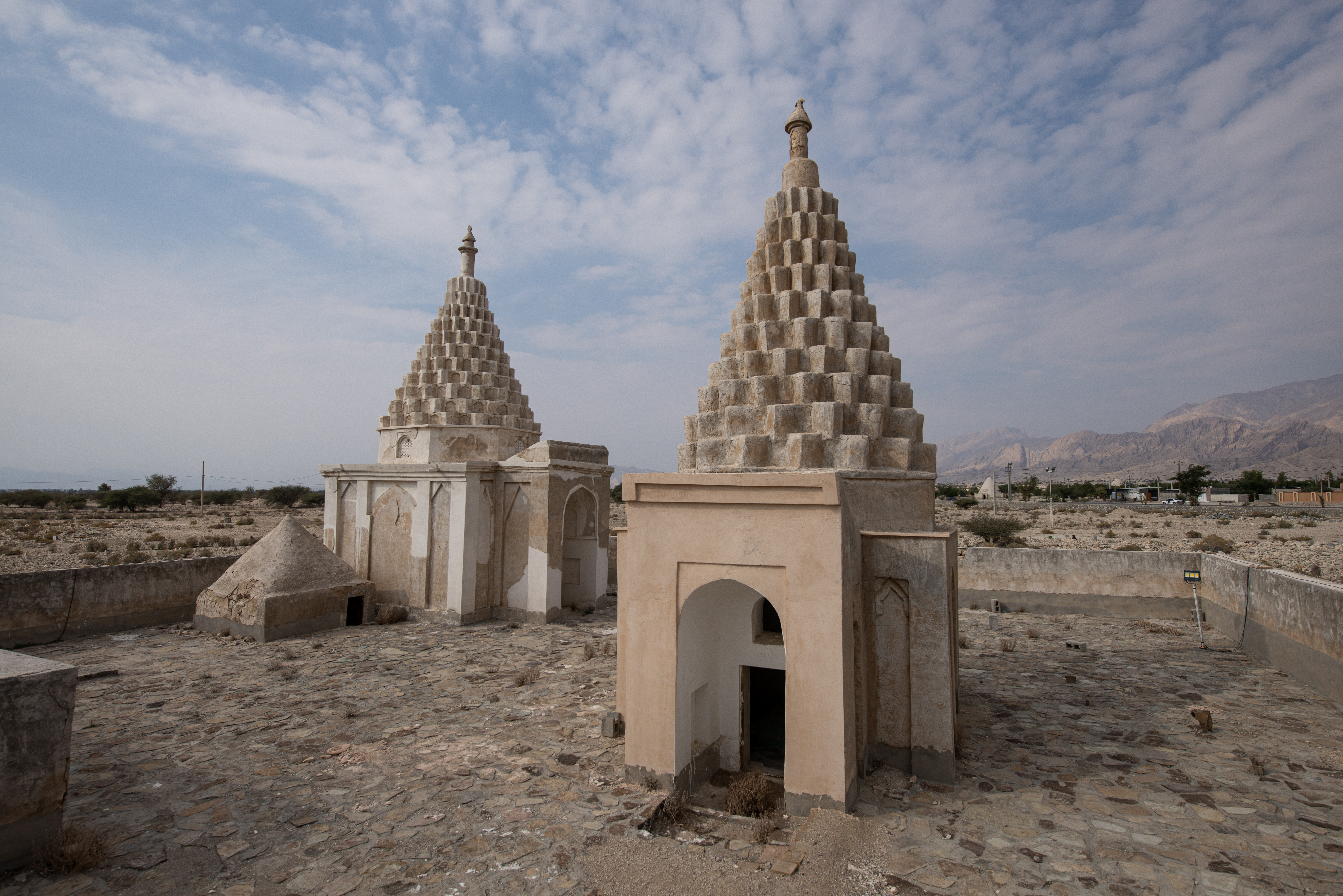
دوگنبدان کوخرد ۲
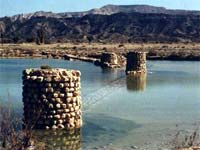
ترنه ساسانی کوخرد
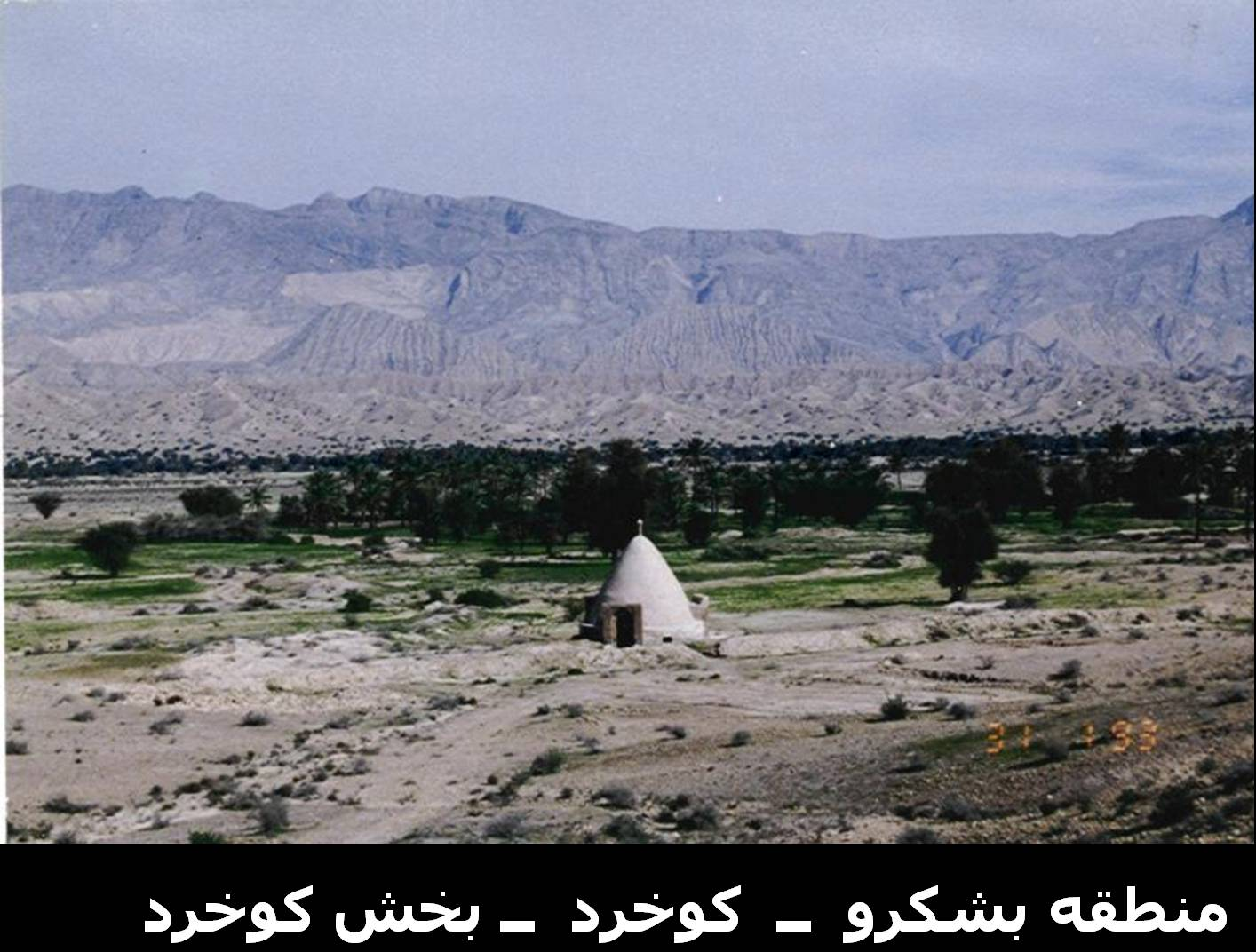
بشکرو کوخرد
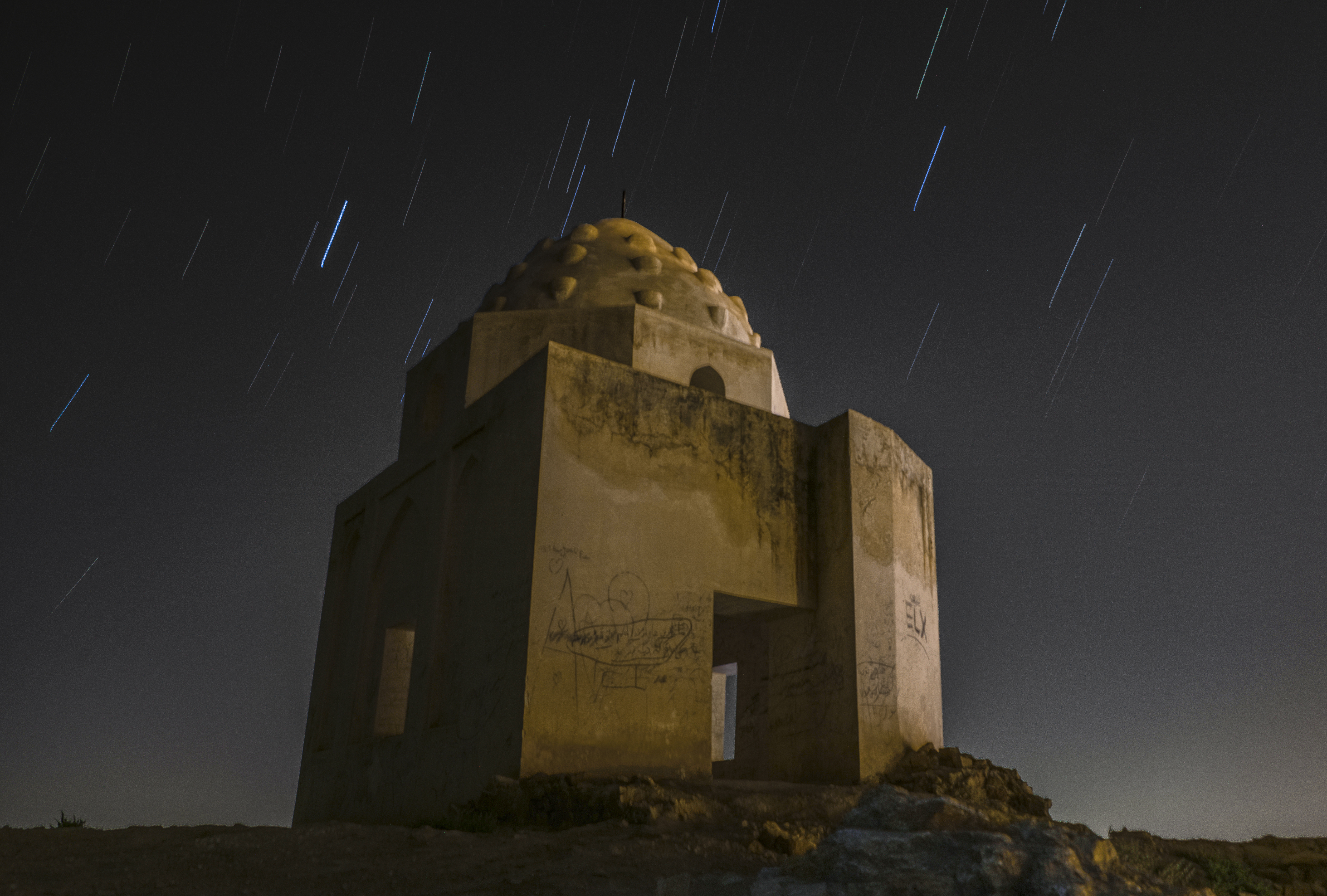
برج ننه نادر لار
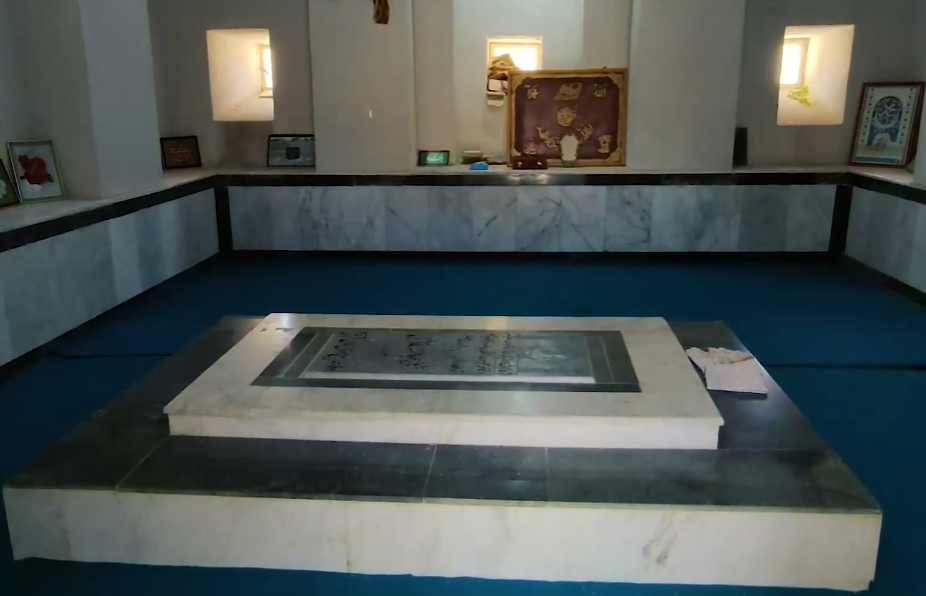
آرامگاه شیخ عبدالسلام خنجی
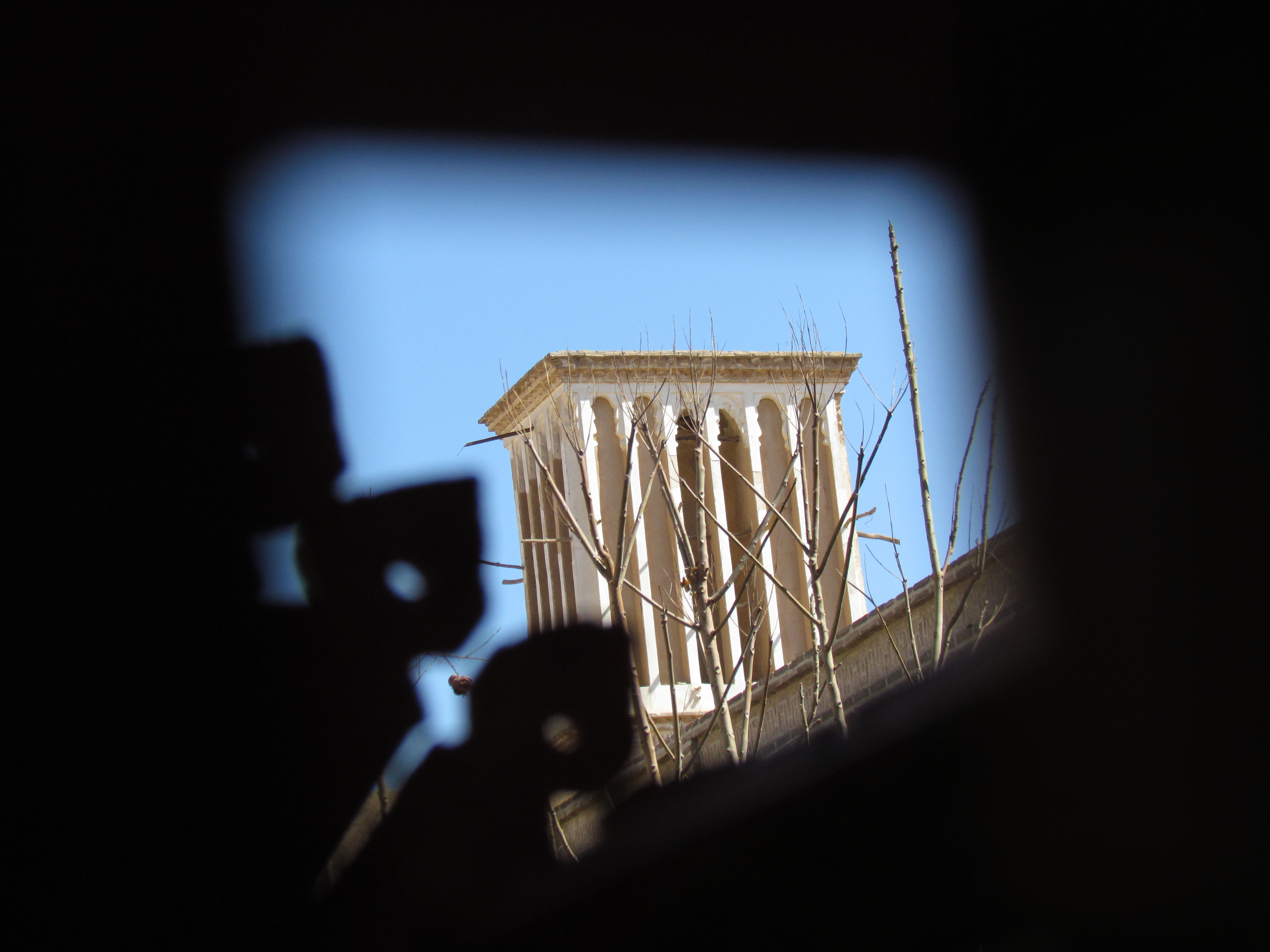
خانه لاری ها
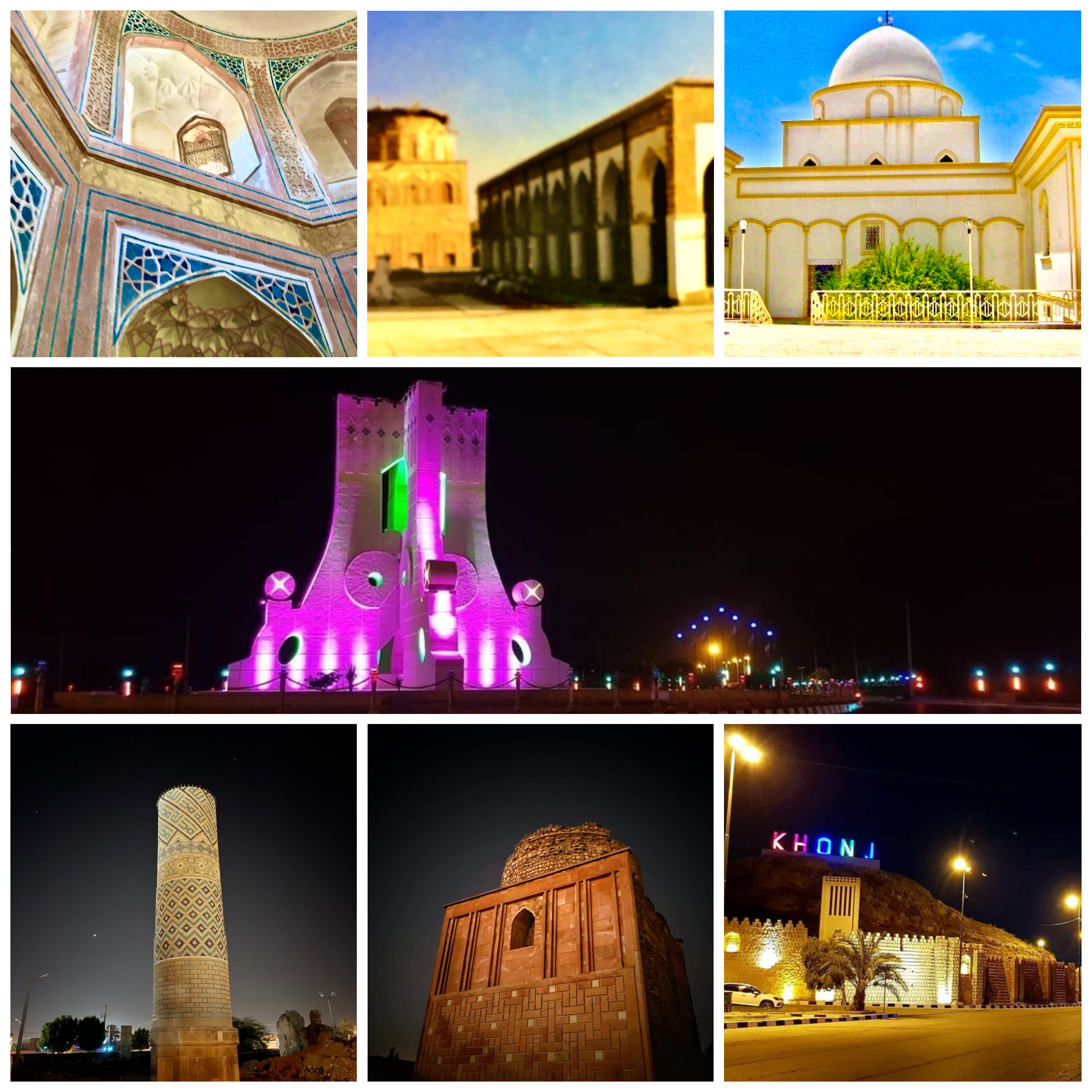
خنج
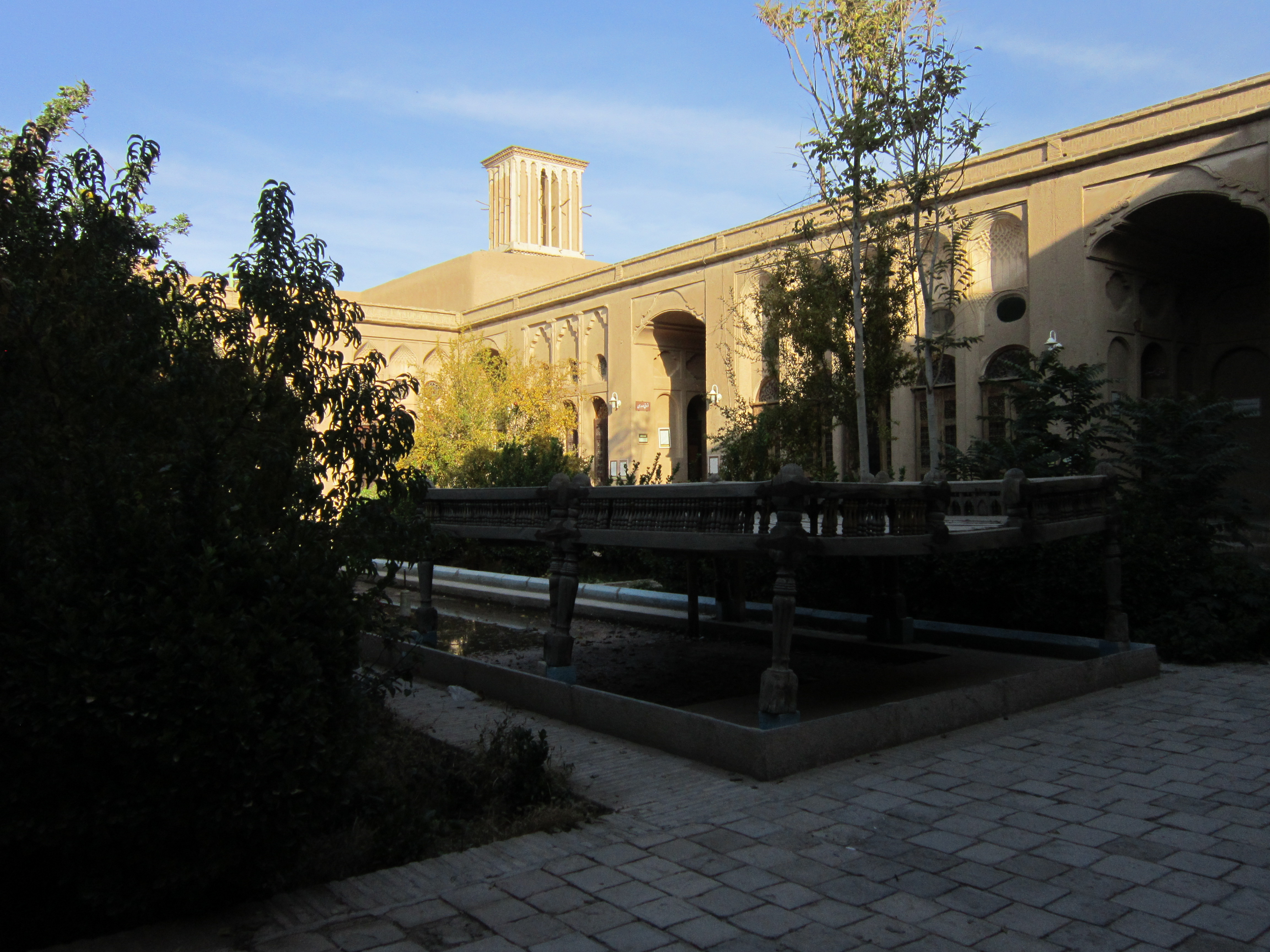
خانه لاری ها ۲
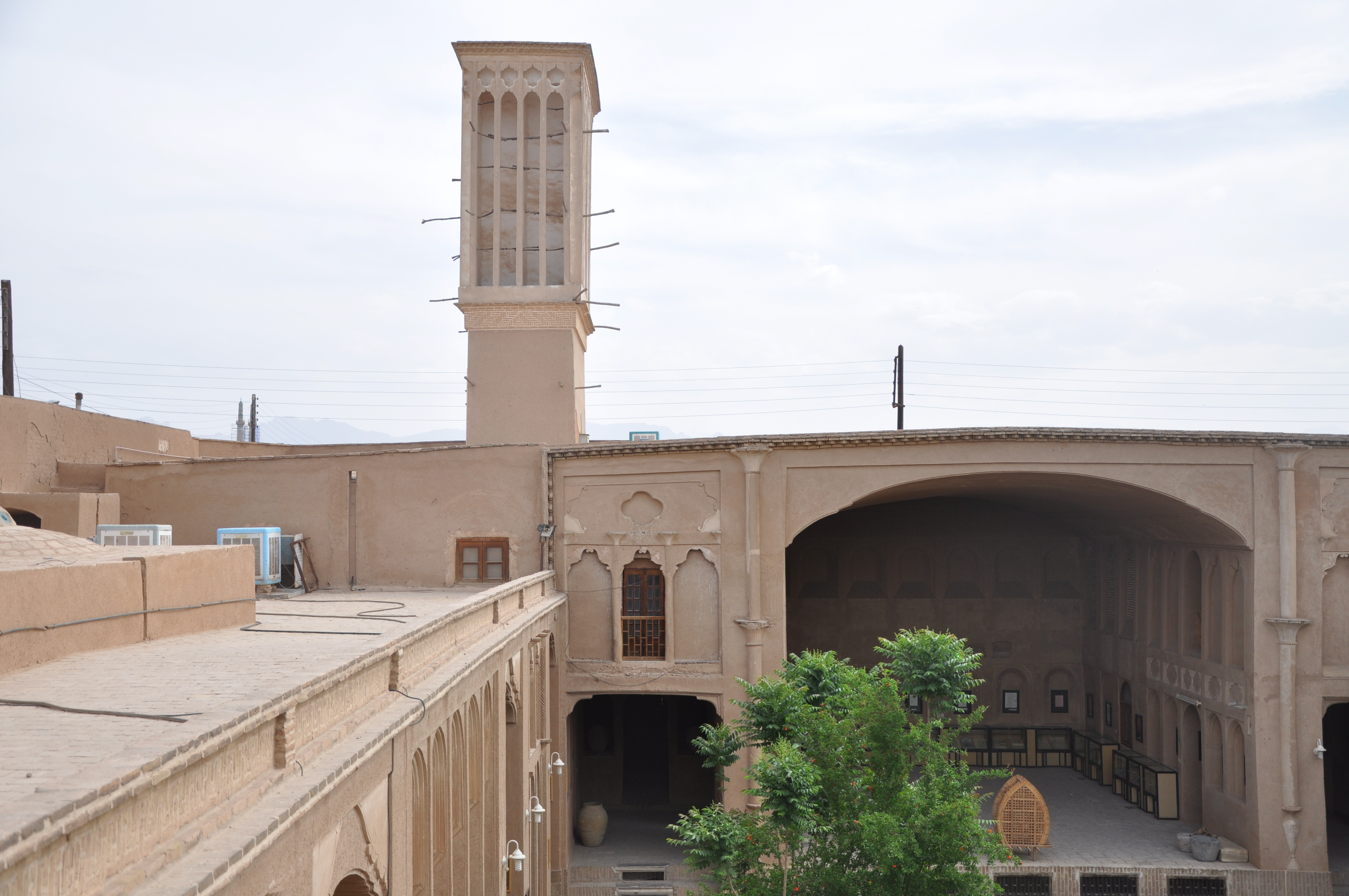
خانه لاری ها ۳
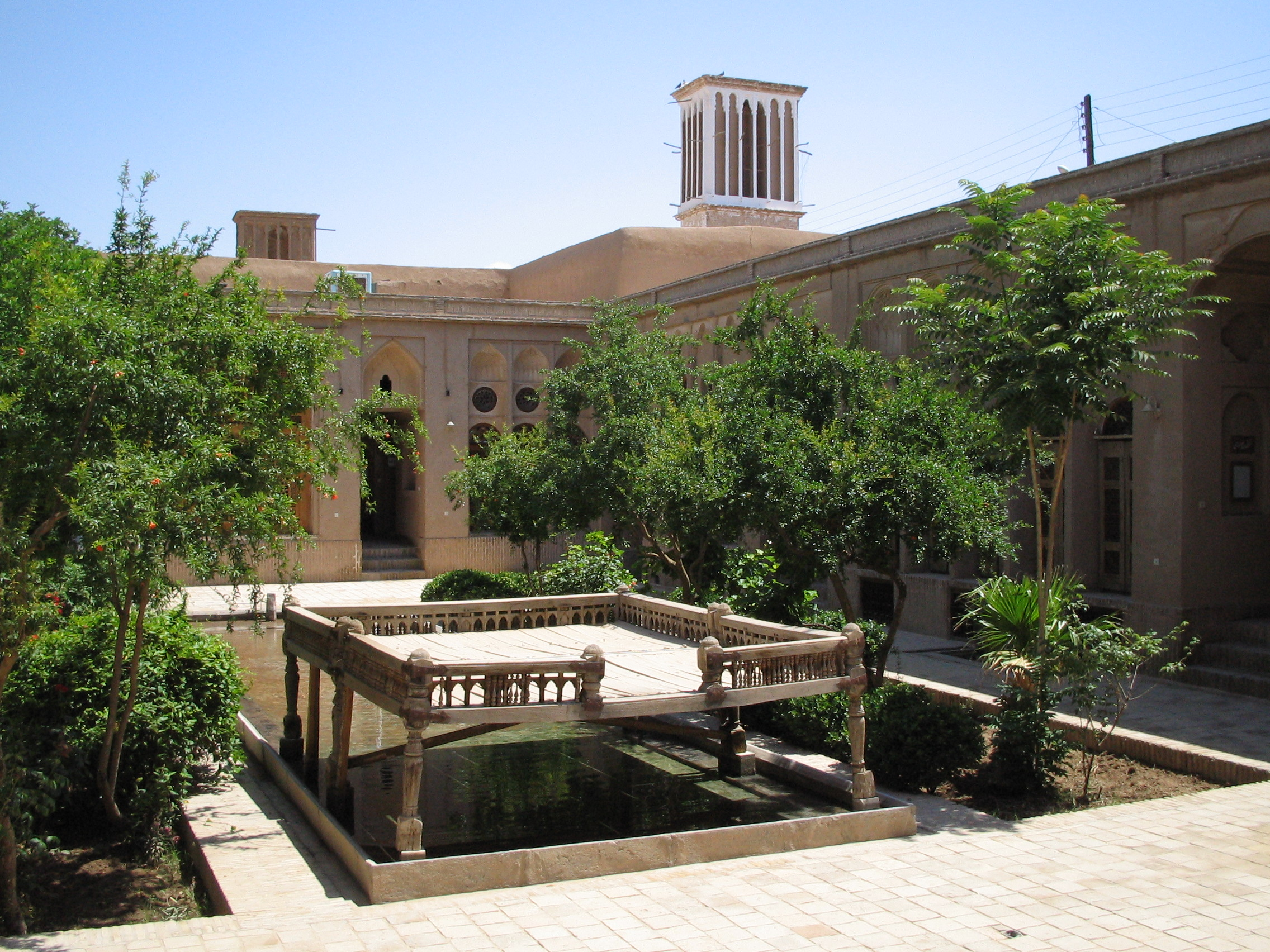
خانه لاری ‌ها ۴
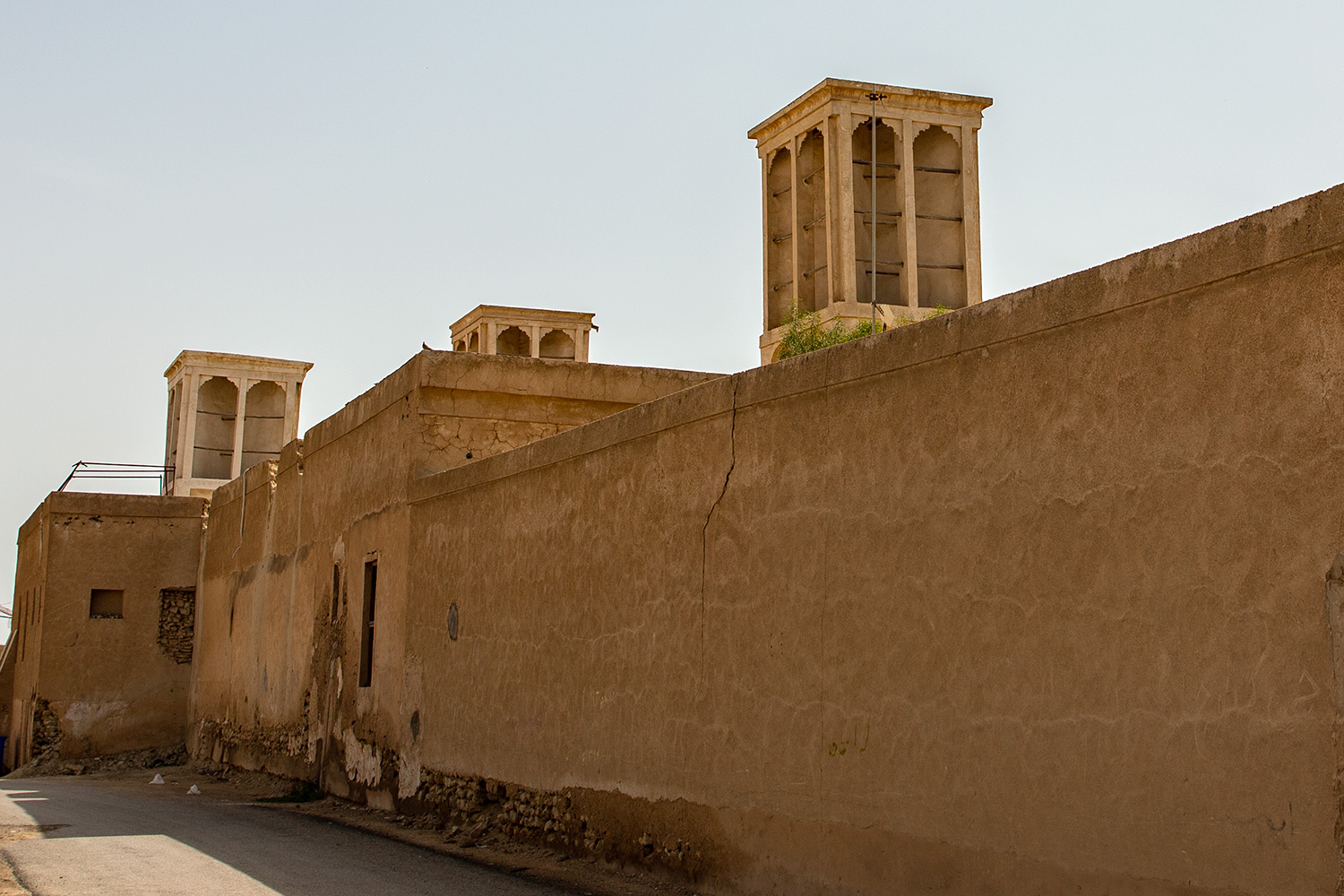
بندرلنگه